# Walter Klien
Walter Klien (* 27. November 1928 in Graz, Österreich; † 10. Februar 1991) war ein österreichischer Pianist.
Klien stammte aus Graz. Seine Mutter war die Malerin und Bildhauerin Erika Giovanna Klien (1900–1957). Sie wanderte 1929 in die USA aus und hatte von da ab zur Familie nur mehr brieflichen Kontakt. Klien studierte bei Josef Dichler an der Wiener Musikakademie und bei Arturo Benedetti Michelangeli Klavier und bei Paul Hindemith Komposition. Er war Gewinner des Busoni Klavierwettbewerbs in Bozen und des Marguerite Long Wettbewerbs in Paris. Außerdem gewann er den Bösendorfer-Preis 1953 in Wien. Sein Debüt in den USA gab er 1968 im Lincoln-Center in New York. 
Kurz vor seinem Tod 1991 wurde er 1987 mit dem Joseph-Marx-Musik-Preis und 1989 mit der goldenen Ehrenmedaille der Bundeshauptstadt Wien geehrt.

## Aufnahmen
Seine Diskografie umfasst die vollständigen Klavierwerke Mozarts und den Großteil der Klaviersolowerke von Brahms sowie sämtliche Klaviersonaten von Schubert. Die Klavier-Violin-Sonaten von Mozart nahm er mit Arthur Grumiaux auf. Diese Aufnahme wurde besonders beachtet, da Grumiaux in der vorhergehenden Monoaufnahme von der legendären Clara Haskil begleitet worden war, für die sich Walter Klien als ebenbürtiger Ersatz erwies. Mit Alfred Brendel nahm er vierhändige Werke von Mozart und Brahms auf.
Daneben existieren noch Liedaufnahmen, in denen er Julius Patzak und Hans Hotter begleitet, sowie Aufnahmen für Klavier vierhändig, bzw. für zwei Klaviere, die er mit seiner Frau Beatriz Klien einspielte.
Seine Interpretationen wurden für ihre kristalline Reinheit und Detailgenauigkeit bewundert. Insbesondere kommen diese Tugenden seinen Interpretationen der Mozartschen und der Schubertschen Klaviermusik entgegen. Besonders deutlich werden diese Qualitäten aber auch in seiner vielgepriesenen Aufnahme Brahmsscher Klavierwerke, in denen er den bis dahin vorherrschenden sprichwörtlichen „Brahmsnebel“ durch eine flexible und durchsichtige Lesart ablöste. Obwohl er nicht der erste Pianist war, der diesen Weg beschritt, vor ihm sind insbesondere Wilhelm Backhaus und Walter Gieseking zu erwähnen, wirkte er durch diese Aufnahmen mehr als andere Pianisten seiner Zeit stilbildend.